# Kolarmoraåskogen
Kolarmoraåskogen este o arie protejată (arie specială de conservare — SAC, sit de importanță comunitară — SCI) din Suedia întinsă pe o suprafață de 31,3 ha, integral pe uscat.

## Localizare
Centrul sitului Kolarmoraåskogen este situat la coordonatele 60°02′07″N 18°24′24″E / 60.0354°N 18.4066°E.

## Înființare
Situl Kolarmoraåskogen a fost declarat sit de importanță comunitară în iunie 2001 pentru a proteja 1 specie de plante. Situl a fost protejat și ca arie specială de conservare în martie 2011.

## Biodiversitate
Situată în ecoregiunea boreală, aria protejată conține 2 habitate naturale: Păduri caducifoliate de mlaștină fino-scandinave, Păduri fino-scandinave bogate în ierburi cu Picea abies.
La baza desemnării sitului se află o specie protejată de  plante: Buxbaumia viridis.